# مورين (مركب كيميائي)
المورين هو اسم شائع لمركب عضوي من الفلافونولات، صيغته C15H10O7، ويوجد على شكل صباغ أصفر اللون.

## الوفرة الطبيعية
من الممكن أن يستخلص المورين من بعض النباتات مثل أنواع عيش المسافر ((الاسم العلمي: Maclura pomifera) أو (الاسم العلمي: Maclura tinctoria)) ومن أوراق بعض أنواع الجوافة.

## الخواص
يوجد المركب في الشروط القياسية على شكل صلب أصفر اللون، وهو ضعيف الانحلال في الماء، إذ ينحل منه مجرد 0.25 غ/ل عند الدرجة 20 °س.

## الاستخدامات
يستخدم المركب في الطرق التقليدية للكشف الكيميائي النحليلي عن بعض الفلزات مثل الألومنيوم أو القصدير. كما وجد أن المورين يثبط تشكل الأميلويد النشواني ويعمل على منع تجمع أليافها مخبرياً.